# JXD 3000
De JXD 3000 is een draagbare spelcomputer en mediaplayer van de Chinese fabrikant JXD. Het apparaat beschikt over een geïntegreerde radiotuner, e-bookreader en foto-, video- en geluidsopname en weergavefunctie.

## Hardware

### Specificaties[1]
| Processor       | Actions Semiconductor Serie 27 (G1000): ATJ2275, ATJ2279 |
| Werkgeheugen    | 32 MB |
| Intern geheugen | 4/8/16 GB flashgeheugen (afhankelijk van uitvoering) |
| Extern geheugen | microSDHC-kaarten (uitbreidbaar tot maximaal 32 GB) |
| Invoer          | D-pad, ABXY-knoppen, schouderknoppen, start- en select-knoppen |
| Uitvoer         | Geïntegreerde stereo-luidsprekers, hoofdtelefoon, tv-uit (Composiet video, HDMI, maximaal 1280 × 720p) |
| Beeldscherm     | 4,3"-lcd, 480 × 272 pixel, 16 bits kleurdiepte |
| Spelcomputer    | Native: 3D, PlayStation, Game Boy Advance, Flash 5. Verwacht: Atari 2600, Atari 7800, Atari Lynx Colecovision, Capcom Play System 1, Capcom Play System II, NES, SNES, Game Boy, Neo-Geo, Neo-Geo Pocket, Sega Master System, Mega Drive, PC Engine, Videopac G7000 (Magnavox Odyssey 2), WonderSwan |
| Videoformaten   | RM, RMVB, MP4, 3GP, AVI (H.264, DivX, DivXHD, XviD), ASF, TS, TP, WMV, MOV, FLV (H.263, H.264), MPEG, MKV (H.264, DivX, DivXHD, XviD), VOB |
| Aspect ratio    | Beeldverhouding 16:9 |
| Afbeeldingen    | JPG, BMP, GIF, TIF, PNG |
| Geluidsformaten | MP3, WAV, WMA, APE, FLAC, OGG, AAC (AAC-LC, AAC HE, AAC+V1/V2) |
| Radio           | Geïntegreerde tuner voor FM-ontvangst (87,50 – 108,00 MHz) |
| Geluidsrecorder | Ondersteunt de opname van spraak- en radio-uitzendingen |
| E-book          | Ondersteund worden de formaten: UMD, TXT, PDF, CHM, HTML |
| Camera          | 2,0 megapixel, DV, DC |
| Voeding         | 3,7 V (1800 mAh) Li-Ion, gebruiksduur ongeveer 6 uur filmweergave, 18 uur audioweergave |
| Afmetingen      | 172 mm × 74 mm × 16 mm |
| Gewicht         | 203 g |